# Canadian Open 2013 - Qualificazioni singolare femminile
Le qualificazioni del singolare femminile del Canadian Open 2013 sono state un torneo di tennis preliminare per accedere alla fase finale della manifestazione. I vincitori dell'ultimo turno sono entrati di diritto nel tabellone principale. In caso di ritiro di uno o più giocatori aventi diritto a questi sono subentrati i lucky loser, ossia i giocatori che hanno perso nell'ultimo turno ma che avevano una classifica più alta rispetto agli altri partecipanti che avevano comunque perso nel turno finale.

## Teste di serie
1. Svetlana Kuznecova (ultimo turno, Lucky loser)
2. Madison Keys (ultimo turno, ritirata)
3. Ayumi Morita (ultimo turno, Lucky loser)
4. Bethanie Mattek-Sands (ultimo turno, Lucky loser)
5. Kiki Bertens (qualificata)
6. Johanna Larsson (ultimo turno)
7. Chanelle Scheepers (qualificata)
8. Sílvia Soler Espinosa (primo turno)
9. Olga Govortsova (primo turno)
10. Karolína Plíšková (primo turno)
11. Irina-Camelia Begu (ultimo turno)
12. Heather Watson (primo turno)

1. Jana Čepelová (qualificata)
2. Marina Eraković (ritirata)
3. Paula Ormaechea (ultimo turno)
4. Galina Voskoboeva (ultimo turno)
5. Caroline Garcia (ultimo turno)
6. Lauren Davis (qualificata)
7. Lara Arruabarrena Vecino (ultimo turno)
8. Christina McHale (primo turno)
9. Anna Tatišvili (qualificata)
10. Petra Martić (qualificata)
11. Alison Riske (qualificata)
12. Tamira Paszek (primo turno)

## Qualificate
1. Lauren Davis
2. Anastasija Rodionova
3. Petra Martić
4. Alison Riske
5. Kiki Bertens
6. Anna Tatišvili

1. Chanelle Scheepers
2. Jana Čepelová
3. Alexandra Dulgheru
4. Julia Glushko
5. Carol Zhao
6. Olga Savchuk

### Lucky Losers
1. Svetlana Kuznecova
2. Ayumi Morita

1. Bethanie Mattek-Sands

## Tabellone

### Legenda
| - Q = Qualificato - WC = Wild card - LL = Lucky loser | - ALT = Alternate - SE = Special Exempt - PR = Protected Ranking | - w/o = Walkover - r = Ritirato - d = Squalificato |

### Sezione 1
|  | Primo turno | Primo turno        | Primo turno        | Primo turno | Primo turno |  |  | Ultimo turno | Ultimo turno       | Ultimo turno | Ultimo turno | Ultimo turno |  |
|  |             |                    |                    |             |             |  |  |              |                    |              |              |              |  |
|  | 1           | Svetlana Kuznecova | Svetlana Kuznecova | 7           | 7           |  |  |              |                    |              |              |              |  |
|  |             | Vania King         | Vania King         | 5           | 64          |  |  | 1            | Svetlana Kuznecova | 7            | 4            | 4            |  |
|  | WC          | Jillian O'Neill    | Jillian O'Neill    | 4           | 3           |  |  | 18           | Lauren Davis       | 5            | 6            | 6            |  |
|  | 18          | Lauren Davis       | Lauren Davis       | 6           | 6           |  |  |              |                    |              |              |              |  |

### Sezione 2
|  | Primo turno | Primo turno          | Primo turno  | Primo turno | Primo turno |  |  | Ultimo turno | Ultimo turno         | Ultimo turno         | Ultimo turno         | Ultimo turno |  |
|  |             |                      |              |             |             |  |  |              |                      |                      |                      |              |  |
|  | 2           | Madison Keys         | Madison Keys | 6           | 6           |  |  |              |                      |                      |                      |              |  |
|  | WC          | Sonja Molnar         | Sonja Molnar | 2           | 2           |  |  | 2            | Madison Keys         | Madison Keys         | Madison Keys         |              |  |
|  |             | Anastasija Rodionova | 7            | 5           | 7           |  |  |              | Anastasija Rodionova | Anastasija Rodionova | Anastasija Rodionova | w/o          |  |
|  | 24          | Tamira Paszek        | 65           | 7           | 62          |  |  |              |                      |                      |                      |              |  |

### Sezione 3
|  | Primo turno | Primo turno       | Primo turno       | Primo turno | Primo turno |  |  | Ultimo turno | Ultimo turno | Ultimo turno | Ultimo turno | Ultimo turno |  |
|  |             |                   |                   |             |             |  |  |              |              |              |              |              |  |
|  | 3           | Ayumi Morita      | 6                 | 4           | 6           |  |  |              |              |              |              |              |  |
|  |             | Maria Sanchez     | 4                 | 6           | 3           |  |  | 3            | Ayumi Morita | 6            | 4            | 0            |  |
|  |             | Sesil Karatančeva | Sesil Karatančeva | 1           | 3           |  |  | 22           | Petra Martić | 1            | 6            | 6            |  |
|  | 22          | Petra Martić      | Petra Martić      | 6           | 6           |  |  |              |              |              |              |              |  |

### Sezione 4
|  | Primo turno | Primo turno           | Primo turno           | Primo turno | Primo turno |  |  | Ultimo turno | Ultimo turno          | Ultimo turno | Ultimo turno | Ultimo turno |  |
|  |             |                       |                       |             |             |  |  |              |                       |              |              |              |  |
|  | 4           | Bethanie Mattek-Sands | Bethanie Mattek-Sands | 6           | 6           |  |  |              |                       |              |              |              |  |
|  |             | Alicja Rosolska       | Alicja Rosolska       | 1           | 2           |  |  | 4            | Bethanie Mattek-Sands | 62           | 7            | 0            |  |
|  | WC          | Elisabeth Fournier    | Elisabeth Fournier    | 0           | 0           |  |  | 23           | Alison Riske          | 7            | 64           | 6            |  |
|  | 23          | Alison Riske          | Alison Riske          | 6           | 6           |  |  |              |                       |              |              |              |  |

### Sezione 5
|  | Primo turno | Primo turno               | Primo turno               | Primo turno | Primo turno |  |  | Ultimo turno | Ultimo turno    | Ultimo turno | Ultimo turno | Ultimo turno |  |
|  |             |                           |                           |             |             |  |  |              |                 |              |              |              |  |
|  | 5           | Kiki Bertens              | Kiki Bertens              | 6           | 6           |  |  |              |                 |              |              |              |  |
|  |             | Natalie Grandin           | Natalie Grandin           | 3           | 3           |  |  | 5            | Kiki Bertens    | 3            | 6            | 6            |  |
|  |             | Michelle Larcher de Brito | Michelle Larcher de Brito | 3           | 3           |  |  | 15           | Paula Ormaechea | 6            | 1            | 2            |  |
|  | 15          | Paula Ormaechea           | Paula Ormaechea           | 6           | 6           |  |  |              |                 |              |              |              |  |

### Sezione 6
|  | Primo turno | Primo turno      | Primo turno      | Primo turno | Primo turno |  |  | Ultimo turno | Ultimo turno    | Ultimo turno    | Ultimo turno | Ultimo turno |  |
|  |             |                  |                  |             |             |  |  |              |                 |                 |              |              |  |
|  | 6           | Johanna Larsson  | Johanna Larsson  | 6           | 6           |  |  |              |                 |                 |              |              |  |
|  |             | Catalina Castaño | Catalina Castaño | 3           | 4           |  |  | 6            | Johanna Larsson | Johanna Larsson | 0            | 2            |  |
|  | WC          | Gloria Liang     | Gloria Liang     | 1           | 2           |  |  | 21           | Anna Tatišvili  | Anna Tatišvili  | 6            | 6            |  |
|  | 21          | Anna Tatišvili   | Anna Tatišvili   | 6           | 6           |  |  |              |                 |                 |              |              |  |

### Sezione 7
|  | Primo turno | Primo turno        | Primo turno        | Primo turno | Primo turno |  |  | Ultimo turno | Ultimo turno       | Ultimo turno       | Ultimo turno | Ultimo turno |  |
|  |             |                    |                    |             |             |  |  |              |                    |                    |              |              |  |
|  | 7           | Chanelle Scheepers | Chanelle Scheepers | 6           | 6           |  |  |              |                    |                    |              |              |  |
|  |             | Jessica Pegula     | Jessica Pegula     | 1           | 1           |  |  | 7            | Chanelle Scheepers | Chanelle Scheepers | 6            | 6            |  |
|  |             | Chieh-yu Hsu       | Chieh-yu Hsu       | 0           | 2           |  |  | 17           | Caroline Garcia    | Caroline Garcia    | 1            | 3            |  |
|  | 17          | Caroline Garcia    | Caroline Garcia    | 6           | 6           |  |  |              |                    |                    |              |              |  |

### Sezione 8
|  | Primo turno | Primo turno           | Primo turno | Primo turno | Primo turno |  |  | Ultimo turno | Ultimo turno       | Ultimo turno | Ultimo turno | Ultimo turno |  |
|  |             |                       |             |             |             |  |  |              |                    |              |              |              |  |
|  | 8           | Sílvia Soler Espinosa | 6           | 4           | 5           |  |  |              |                    |              |              |              |  |
|  |             | Oksana Kalašnikova    | 1           | 6           | 7           |  |  |              | Oksana Kalašnikova | 6            | 0            | 64           |  |
|  |             | Heidi El Tabakh       | 2           | 6           | 2           |  |  | 13           | Jana Čepelová      | 3            | 6            | 7            |  |
|  | 13          | Jana Čepelová         | 6           | 2           | 6           |  |  |              |                    |              |              |              |  |

### Sezione 9
|  | Primo turno | Primo turno        | Primo turno       | Primo turno | Primo turno |  |  | Ultimo turno | Ultimo turno       | Ultimo turno       | Ultimo turno | Ultimo turno |  |
|  |             |                    |                   |             |             |  |  |              |                    |                    |              |              |  |
|  | 9           | Olga Govortsova    | 1                 | 6           | 2           |  |  |              |                    |                    |              |              |  |
|  |             | Alexandra Dulgheru | 6                 | 3           | 6           |  |  |              | Alexandra Dulgheru | Alexandra Dulgheru | 7            | 6            |  |
|  |             | Sachie Ishizu      | Sachie Ishizu     | 2           | 4           |  |  | 16           | Galina Voskoboeva  | Galina Voskoboeva  | 65           | 2            |  |
|  | 16          | Galina Voskoboeva  | Galina Voskoboeva | 6           | 6           |  |  |              |                    |                    |              |              |  |

### Sezione 10
|  | Primo turno | Primo turno        | Primo turno        | Primo turno | Primo turno |  |  | Ultimo turno       | Ultimo turno       | Ultimo turno       | Ultimo turno | Ultimo turno |  |
|  |             |                    |                    |             |             |  |  |                    |                    |                    |              |              |  |
|  | 10          | Karolína Plíšková  | Karolína Plíšková  | 4           | 2           |  |  |                    |                    |                    |              |              |  |
|  |             | Gabriela Dabrowski | Gabriela Dabrowski | 6           | 6           |  |  | Gabriela Dabrowski | Gabriela Dabrowski | Gabriela Dabrowski | 3            | 4            |  |
|  |             | Julia Glushko      | 6                  | 5           | 7           |  |  | Julia Glushko      | Julia Glushko      | Julia Glushko      | 6            | 6            |  |
|  | 20          | Christina McHale   | 3                  | 7           | 5           |  |  |                    |                    |                    |              |              |  |

### Sezione 11
|  | Primo turno | Primo turno        | Primo turno        | Primo turno | Primo turno |  |  | Ultimo turno | Ultimo turno       | Ultimo turno       | Ultimo turno | Ultimo turno |  |
|  |             |                    |                    |             |             |  |  |              |                    |                    |              |              |  |
|  | 11          | Irina-Camelia Begu | Irina-Camelia Begu | 6           | 6           |  |  |              |                    |                    |              |              |  |
|  |             | Katalin Marosi     | Katalin Marosi     | 2           | 3           |  |  | 11           | Irina-Camelia Begu | Irina-Camelia Begu | 4            | 4            |  |
|  | WC          | Carol Zhao         | Carol Zhao         | 6           | 6           |  |  | WC           | Carol Zhao         | Carol Zhao         | 6            | 6            |  |
|  | Alt         | Darija Jurak       | Darija Jurak       | 4           | 4           |  |  |              |                    |                    |              |              |  |

### Sezione 12
|  | Primo turno | Primo turno              | Primo turno              | Primo turno | Primo turno |  |  | Ultimo turno | Ultimo turno             | Ultimo turno             | Ultimo turno | Ultimo turno |  |
|  |             |                          |                          |             |             |  |  |              |                          |                          |              |              |  |
|  | 12          | Heather Watson           | Heather Watson           | 3           | 3           |  |  |              |                          |                          |              |              |  |
|  |             | Olga Savchuk             | Olga Savchuk             | 6           | 6           |  |  |              | Olga Savchuk             | Olga Savchuk             | 6            | 6            |  |
|  | WC          | Petra Januskova          | Petra Januskova          | 3           | 1           |  |  | 19           | Lara Arruabarrena Vecino | Lara Arruabarrena Vecino | 4            | 1            |  |
|  | 19          | Lara Arruabarrena Vecino | Lara Arruabarrena Vecino | 6           | 6           |  |  |              |                          |                          |              |              |  |